# Alfred Herfurth
Alfred Robert Herfurth (* 22. März 1889 in Guhrau; † 11. November 1946) war ein deutscher Handwerkskammer-Syndikus und Mitglied des Badischen Landtages.

## Leben
Nach dem Besuch der Volksschule Breslau und des Staatsgymnasiums Meran in Südtirol machte Herfurth von 1903 bis 1905 eine kaufmännische Lehre in Breslau. Anschließend studierte er Volkswirtschaftslehre, Finanz- und Staatswissenschaften in München und Erlangen. Nach seiner Promotion 1919 in Erlangen war er geschäftsführender Syndikus der Handwerkskammer Konstanz. Neben weiteren Aktivitäten als Vorstand oder Mitglied in verschiedenen Verbänden und Gremien war Herfurth in Konstanz politisch aktiv. Von 1921 bis 1925 vertrat er als Mitglied des Badischen Landtages die Zentrumspartei in Konstanz.